# SS Europa
O SS Europa foi um navio de passageiros alemão operado pela Norddeutscher Lloyd e construído pelos estaleiros da Blohm & Voss em Hamburgo. Ele e seu irmão SS Bremen foram construídos a fim de competir com o Reino Unido e a França no cenário marítimo, principalmente pela Flâmula Azul de travessia transatlântica mais rápida. O Europa foi lançado ao mar em agosto de 1928, porém pegou fogo em 26 de março de 1929 enquanto ainda estava sendo equipado e quase foi destruído. Ele conseguiu ser recuperado e realizou sua viagem inaugural em março de 1930.
O Europa conquistou a Flâmula Azul logo em sua primeira travessia, mantendo o prêmio até ser tomado pelo Bremen em 1933. Ele gozou de grande sucesso até o início da Segunda Guerra Mundial em 1939. Ele estava nos Estados Unidos quando a guerra começo, mas conseguiu voltar para a Alemanha e permaneceu atracado em Bremerhaven pelos anos seguintes servindo como alojamento para as tropas. Nesse período vários planos foram elaborados para o Europa, como usá-lo em uma missão na Noruega ou convertê-lo em um porta-aviões, porém nenhum foi levado adiante.
Foi tomado pelos Estados Unidos em maio de 1945 e usado como navio de transporte de tropas, sendo então entregue à francesa Compagnie Générale Transatlantique como compensação de guerra e renomeado para SS Liberté. Enquanto passava por reparos em Le Havre se soltou do porto durante uma tempestade e colidiu com os destroços do SS Paris, afundando. Foi reerguido em 1947 e reconstruído, porém um novo incêndio ocorreu em 1949. Ele só foi capaz de retornar ao serviço em agosto de 1950 e atuou até 1962, quando foi aposentado e depois desmontado.